# Mattiakon
Mattiakon (altgriechisch Ματτιακόν; lateinisch Mattiacum) ist ein Ortsname, der in der Geographia des Claudius Ptolemaios (2, 11, 14) als einer der im Innern der Germania magna und südlicher liegenden Orte (πόλεις) mit 30° 00ˈ Länge (ptolemäische Längengrade) und 50° 50ˈ Breite angegeben wird. Mattiakon liegt damit nach Ptolemaios zwischen Boudoris und Artaunon. Wegen des Alters der Quelle kann eine Existenz des Ortes um 150 nach Christus angenommen werden.

## Lokalisation
Bisher konnte der antike Ort nicht sicher lokalisiert werden. Ein interdisziplinäres Forscherteam um Andreas Kleineberg, das die ptolemäischen Koordinaten von 2006 bis 2009 neu untersuchte und interpretierte, lokalisiert zurzeit Mattiakon nach der Transformation der antiken Koordinaten auf dem Gebiet bei Lahnau-Waldgirmes in Hessen. Bei Waldgirmes werden seit 1993 Reste einer römischen Zivilsiedlung ausgegraben.

## Waldgirmes
Bei Waldgirmes befand sich vor etwa 2000 Jahren offenbar eine römische Stadt in Gründungsphase, die wahrscheinlich nach der Schlacht im Teutoburger Wald aufgegeben wurde. Ein archäologischer Fund, der den Namen der römischen Siedlung belegt, wurde bisher nicht ergraben.